# Ouled Harkat
Ouled Harkat ou Besbes (em árabe: بسبس) é uma cidade e comuna localizada na província de Biskra, Argélia. Segundo o censo de 2008, a população total da cidade era de 8 392 habitantes.